# زوریپوجو
زوریپوجو (به اسپانیایی: Zuripujo) یک کوه در پرو است که در Peru, Tacna Region واقع شده‌است. زوریپوجو ۵٬۰۹۵ متر بالاتر از سطح دریا واقع شده‌است.